# Tephritopyrgota praevariegata
Tephritopyrgota praevariegata är en tvåvingeart som beskrevs av Vanschuytbroeck 1963. Tephritopyrgota praevariegata ingår i släktet Tephritopyrgota och familjen Pyrgotidae.
Artens utbredningsområde är Kongo. Inga underarter finns listade i Catalogue of Life.